# Opération Snow White

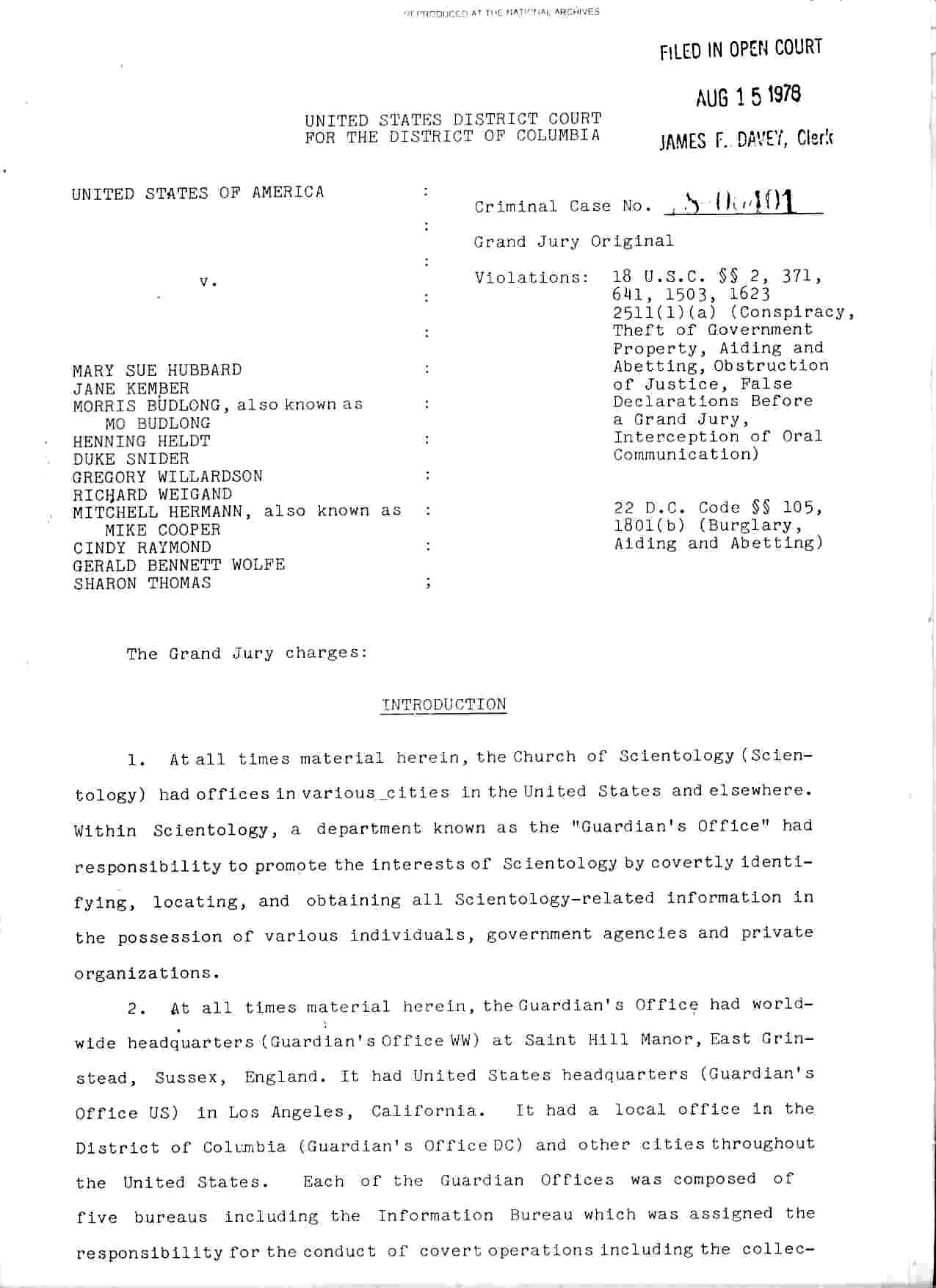
1979 GrandJuryCover US v Hubbard.
Grand Jury Charges, Introduction, "United States of America v. Mary Sue Hubbard"

L'opération Snow White est le nom de code d'une opération lancée par l'Église de scientologie  au cours des années 1970 pour faire disparaitre les dossiers défavorables à la scientologie et à son fondateur L. Ron Hubbard. Ce projet incluait une série d'infiltrations et de vols de 136 organismes gouvernementaux, ambassades et consulats, ainsi que d'organismes privés critiques à l'égard de la Scientologie, réalisée par des membres de l'Église, dans plus de 30 pays. 
Dans le cadre de ce programme, de nombreux membres de la Scientologie ont commis des infiltrations, des écoutes téléphoniques, et le vol de documents dans les bureaux du gouvernement, en particulier ceux de l'US Internal Revenue Service. 
En 1977, les bureaux de Scientologie des deux côtes furent perquisitionnés par des agents du FBI cherchant des preuves de cette opération. À cette occasion ils découvrirent des dossiers que l'Église constituait sur ses ennemis potentiels, afin de les mettre hors d'état de lui nuire.
L'Office du gardien, l'organisation scientologue chargée de défendre les intérêts de l'Église de Scientologie, fut particulièrement impliquée dans cette affaire.
Onze cadres haut placés de l'Église, dont Jane Kember, responsable de l'Office et Mary Sue Hubbard, épouse du fondateur L. Ron Hubbard qui était alors numéro 2 du mouvement, furent inculpés. Ils  plaidèrent coupable ou furent reconnus comme tels par la Cour fédérale pour les délits d'obstruction à la justice, de cambriolage de bureaux du gouvernement, et de vol de documents et biens de l'État.
Ils furent condamnés à des peines de 4 à 5 ans de prison, et à des amendes de 10 000 dollars. Hubbard fut mentionné, par le procureur fédéral, comme « coconspirateur non poursuivi », et aucun lien ne lui fut trouvé avec l'affaire.
À la suite de cette affaire, l'Office du gardien fut supprimé, et les scientologues impliqués dans l'affaire furent démis de leurs responsabilités dans l'organisation. 

## Sources